# مارك إيفانز (عسكري)
مارك إيفانز (بالإنجليزية: Mark Evans) هو عسكري أسترالي، ولد في 24 أبريل 1953 في اتحاد مالايا.